# مهدی بی‌باک
مهدی بی‌باک اصل (زادهٔ ۲۹ تیر ۱۳۵۷ در تهران) تکواندوکار بازنشستهٔ ایرانی و سرمربی فعلی و مربی اسبق تیم ملی تکواندوی ایران است. وی دارای ۲ مدال طلای مسابقات جهانی و اولین ایرانی برنده مدال طلای تکواندو در مسابقات جهانی می‌باشد.